# Kolkunda, Sedam
Kolkunda là một làng thuộc tehsil Sedam, huyện Gulbarga, bang Karnataka, Ấn Độ.